# Ric McIver
Ric McIver, né le 28 août 1958, est un homme politique canadien, député à l'Assemblée législative de l'Alberta. Il représente la circonscription de Calgary-Hays depuis 2012.
Il a été le chef par intérim des Progressistes-conservateurs de 2015 à 2017.

## Carrière politique
McIver travaillait dans la politique municipale de Calgary depuis 2001 à 2010, puis il entrait dans la scène provinciale. Après la défaite du gouvernement progressiste-conservateur en 2015, il a remplacé Jim Prentice à la tête du parti, jusqu'à la prochaine élection de la chefferie.